# Farallón Centinela
Farallón Centinela (auf Deutsch etwa „Wächterklippe“) ist eine kleine, unbewohnte Felsinsel im Karibischen Meer, 25,5 km nördlich von Cabo Codera an der venezolanischen Nordküste bei der Stadt Higuerote, und 23 km nordöstlich von Punta Majagual. Die Insel gehört zur Stadt Higuerote, der Hauptstadt des Bezirks Brión im Bundesstaat Miranda.
Die bereits zu den Dependencias Federales gehörige Insel La Tortuga liegt 74 km weiter östlich.
Der guanobedeckte Felsen erreicht eine Höhe von 28 Metern (39 Meter nach anderen Quellen) und weist eine Fläche von weniger als einem Hektar auf. Er wurde in der Kreidezeit gebildet. Auf dem Gipfel wurde ein Leuchtturm errichtet.
205 Meter nördlich liegt die kleinere Nebeninsel Islote Faralloncito (Diminutiv von Farallón, Klippe), die im Grundriss eine Fläche von nur knapp 50 Quadratmeter aufweist.